# Dòng chảy đều
Dòng chảy đều là dòng chuyển động của chất lỏng trong lòng dẫn lăng trụ với đặc trưng của dòng chảy không đổi dọc theo lòng dẫn.
Theo đó tại hai vị trí bất kì (1 và 2) trên lòng dẫn, ta có:
- Lưu lượng chảy qua hai mặt cắt bằng nhau ({\displaystyle Q_{1}=Q_{2}})
- Độ sâu dòng chảy bằng nhau ({\displaystyle h_{1}=h_{2}})
- Vận tốc dòng chảy bằng nhau ({\displaystyle v_{1}=v_{2}})

Trong dòng chảy đều, đường mặt nước sẽ song song với đường đáy lòng dẫn. Điều đó có nghĩa là trọng lực của khối nước cân bằng với lực ma sát đáy. Nói cách khác, độ dốc đáy kênh (S0) và độ dốc ma sát (Sf) bằng nhau:
{\displaystyle S_{0}=S_{f}}
Dòng chảy đều hoàn toàn không bao giờ xảy ra trong thực tế. Khi lưu lượng cung cấp là gần như không đổi và kênh dẫn đều đặn, có độ dốc thoải tương đối ổn định thì trong lòng kênh gần đạt được dòng chảy đều. Khi đó, việc giả thiết dòng chảy đều có lợi vì ta có thể dùng các phương trình đơn giản để tính toán.
Xem chi tiết: Bài toán thiết kế kênh dẫn